# Nathalie Fuchs
Pour les articles homonymes, voir Fuchs.
Nathalie Fuchs (née le 3 septembre 1952) est une joueuse de tennis française, professionnelle dans les années 1970. 
Championne de France en 1973, elle joue en 1976 les huitièmes de finale à Roland-Garros (battue par Florenta Mihai), sa meilleure performance dans un tournoi du Grand Chelem.
Nathalie Fuchs compte un titre en simple sur le circuit WTA, remporté à Barcelone en 1974.

## Palmarès

### Titre en simple dames
| No | Date       | Nom et lieu du tournoi           | Catégorie | Surface      | Finaliste    | Score    |  |
| -- | ---------- | -------------------------------- | --------- | ------------ | ------------ | -------- |  |
| 1  | 14-10-1974 | Spanish Championships, Barcelone |           | Terre (ext.) | Glynis Coles | 7-5, 8-6 |  |

### Finales en simple dames
| No | Date       | Nom et lieu du tournoi                      | Catégorie | Surface         | Vainqueure    | Score    |          |
| -- | ---------- | ------------------------------------------- | --------- | --------------- | ------------- | -------- | -------- |
| 1  | 16-10-1972 | Spanish Int’l Open Championships, Barcelone |           | Terre (ext.)    | Gail Sherriff | 6-1, 6-4 | Parcours |
| 2  | 06-11-1973 | Dewar Cup of Billingham, Billingham         | Dewar Cup | Moquette (int.) | Virginia Wade | 6-0, 6-2 | Parcours |

### Titre en double dames
| No | Date       | Nom et lieu du tournoi                     | Catégorie | Surface      | Partenaire    | Finalistes                       | Score    |          |
| -- | ---------- | ------------------------------------------ | --------- | ------------ | ------------- | -------------------------------- | -------- | -------- |
| 1  | 16-10-1972 | Spanish Int’l Open Championships Barcelone |           | Terre (ext.) | Gail Sherriff | Michèle Gurdal Monique Van Haver | 6-4, 6-2 | Parcours |

### Finale en double dames
| No | Date       | Nom et lieu du tournoi          | Catégorie | Surface      | Vainqueures                    | Partenaire     | Score    |  |
| -- | ---------- | ------------------------------- | --------- | ------------ | ------------------------------ | -------------- | -------- |  |
| 1  | 18-10-1976 | Spanish Championships Barcelone |           | Terre (ext.) | Florenta Mihai Virginia Ruzici | Michèle Gurdal | 6-2, 6-4 |  |

## Parcours en Grand Chelem

### En simple dames
| Année | Open d'Australie (janvier) | Open d'Australie (janvier) | Internationaux de France | Internationaux de France | Wimbledon       | Wimbledon      | US Open         | US Open        | Open d'Australie (décembre) | Open d'Australie (décembre) |
| ----- | -------------------------- | -------------------------- | ------------------------ | ------------------------ | --------------- | -------------- | --------------- | -------------- | --------------------------- | --------------------------- |
| 1971  | -                          | -                          | 1er tour (1/32)          | Olga Morozova            | -               | -              | -               | -              | n/a                         | n/a                         |
| 1972  | -                          | -                          | 1er tour (1/64)          | C. Molesworth            | 1er tour (1/64) | Lesley Charles | 1er tour (1/32) | Rosie Casals   | n/a                         | n/a                         |
| 1973  | 2e tour (1/16)             | Margaret Smith             | 3e tour (1/8)            | Evonne Goolagong         | 2e tour (1/32)  | Patti Hogan    | -               | -              | n/a                         | n/a                         |
| 1974  | -                          | -                          | 3e tour (1/8)            | Raquel Giscafré          | 2e tour (1/32)  | Mona Schallau  | 1er tour (1/32) | Betty Stöve    | n/a                         | n/a                         |
| 1975  | -                          | -                          | 2e tour (1/16)           | M. Navrátilová           | 2e tour (1/32)  | Patricia Reese | 1er tour (1/32) | Margaret Smith | n/a                         | n/a                         |
| 1976  | -                          | -                          | 3e tour (1/8)            | Florenta Mihai           | -               | -              | -               | -              | n/a                         | n/a                         |
| 1977  | -                          | -                          | 1er tour (1/32)          | Laura duPont             | -               | -              | -               | -              | -                           | -                           |
| 1978  | n/a                        | n/a                        | 1er tour (1/32)          | F. Bonicelli             | -               | -              | -               | -              | -                           | -                           |
| 1979  | n/a                        | n/a                        | 1er tour (1/32)          | Ilana Kloss              | -               | -              | -               | -              | -                           | -                           |

À droite du résultat, l’ultime adversaire.

### En double dames
| Année | Open d'Australie (janvier) | Open d'Australie (janvier) | Internationaux de France      | Internationaux de France   | Wimbledon                     | Wimbledon                  | US Open                     | US Open                  | Open d'Australie (décembre) | Open d'Australie (décembre) |
| ----- | -------------------------- | -------------------------- | ----------------------------- | -------------------------- | ----------------------------- | -------------------------- | --------------------------- | ------------------------ | --------------------------- | --------------------------- |
| 1970  | -                          | -                          | 1er tour (1/32) A. Cassaigne  | J. Sawamatsu K. Sawamatsu  | -                             | -                          | -                           | -                        | n/a                         | n/a                         |
| 1971  | -                          | -                          | 2e tour (1/16) M. Brochard    | I. Löfdahl C. Sandberg     | -                             | -                          | -                           | -                        | n/a                         | n/a                         |
| 1972  | -                          | -                          | 1er tour (1/16) F. Guedy      | Winnie Shaw Nell Truman    | 3e tour (1/8) A. M. Arias     | Rosie Casals Virginia Wade | 1er tour (1/16) A. M. Arias | Esme Emanuel C. Martinez | n/a                         | n/a                         |
| 1973  | 2e tour (1/8) Dorte Ekner  | L. Charles Glynis Coles    | 1er tour (1/16) Marilyn Pryde | Monica Rho Naoko Sato      | 1er tour (1/32) Marilyn Pryde | Winnie Shaw Joyce Barclay  | -                           | -                        | n/a                         | n/a                         |
| 1974  | -                          | -                          | 2e tour (1/8) M. Van Haver    | R. Giscafré A. Nasuelli    | -                             | -                          | -                           | -                        | n/a                         | n/a                         |
| 1975  | -                          | -                          | 2e tour (1/8) Rosie Darmon    | Sue Barker Glynis Coles    | 1er tour (1/32) P. Peisachov  | T. Holladay Carrie Meyer   | -                           | -                        | n/a                         | n/a                         |
| 1976  | -                          | -                          | 1er tour (1/16) F. Guedy      | C. Sieler W. Turnbull      | -                             | -                          | -                           | -                        | n/a                         | n/a                         |
| 1977  | -                          | -                          | 1er tour (1/16) F. Guedy      | Mary Hamm C. Reynolds      | -                             | -                          | -                           | -                        | -                           | -                           |
| 1978  | n/a                        | n/a                        | 1er tour (1/16) F. Thibault   | D. Marzano Paula Smith     | -                             | -                          | -                           | -                        | -                           | -                           |
| 1979  | n/a                        | n/a                        | 1er tour (1/16) A. Villagrán  | D. Fromholtz Marise Kruger | -                             | -                          | -                           | -                        | -                           | -                           |

Sous le résultat, la partenaire ; à droite, l’ultime équipe adverse.

### En double mixte
| Année | Open d'Australie (janvier), | Open d'Australie (janvier), | Internationaux de France      | Internationaux de France    | Wimbledon | Wimbledon | US Open                     | US Open                 | Open d'Australie (décembre), | Open d'Australie (décembre), |
| ----- | --------------------------- | --------------------------- | ----------------------------- | --------------------------- | --------- | --------- | --------------------------- | ----------------------- | ---------------------------- | ---------------------------- |
| 1971  | n/a                         | n/a                         | 2e tour (1/16) T. Bernasconi  | C. Coronado J. E. Mandarino | -         | -         | 2e tour (1/16) Jun Kuki     | L. Gonnerman Pat Cramer | n/a                          | n/a                          |
| 1972  | n/a                         | n/a                         | 1er tour (1/16) Daniel Contet | Betty Stöve Toomas Leius    | -         | -         | 2e tour (1/16) P. Dominguez | K. Kemmer Iván Molina   | n/a                          | n/a                          |
| 1973  | n/a                         | n/a                         | 1/4 de finale W. N'Godrella   | M. Fernández Jairo Velasco  | -         | -         | -                           | -                       | n/a                          | n/a                          |
| 1974  | n/a                         | n/a                         | 1/2 finale W. N'Godrella      | Rosie Darmon Marcello Lara  | -         | -         | -                           | -                       | n/a                          | n/a                          |
| 1975  | n/a                         | n/a                         | 2e tour (1/8) W. N'Godrella   | M. Simionescu A. Volkov     | -         | -         | -                           | -                       | n/a                          | n/a                          |
| 1976  | n/a                         | n/a                         | 2e tour (1/8) W. N'Godrella   | F. Bonicelli Jairo Velasco  | -         | -         | -                           | -                       | n/a                          | n/a                          |
| 1977  | n/a                         | n/a                         | 1/4 de finale F. González     | D. Beillan Omar Laimina     | -         | -         | -                           | -                       | n/a                          | n/a                          |
| 1979  | n/a                         | n/a                         | 2e tour (1/8) J. Thamin       | W. Turnbull Bob Hewitt      | -         | -         | -                           | -                       | n/a                          | n/a                          |
| 1980  | n/a                         | n/a                         | 1er tour (1/16) P. Proisy     | Linda Siegel Andrés Gómez   | -         | -         | -                           | -                       | n/a                          | n/a                          |

Sous le résultat, le partenaire ; à droite, l’ultime équipe adverse.

## Parcours en Coupe de la Fédération
| #                                                                        | Date       | Lieu            | Surface         | Gagnante(s)     | Perdante(s)        | Score         |          |
|                                                                          |            |                 |                 |                 |                    |               |          |
| 1973 - 1er tour (groupe mondial) - Pays-Bas - France - 2 : 1             |            |                 |                 |                 |                    |               |          |
| 1                                                                        | 01/05/1973 | Bad Homburg     | Terre (ext.)    | Marijke Jansen  | Nathalie Fuchs     | 6-3, 6-3      | Parcours |
|                                                                          |            |                 |                 |                 |                    |               |          |
| 1975 - 1er tour (groupe mondial) - France - Bulgarie - 3 : 0             |            |                 |                 |                 |                    |               |          |
| 2                                                                        | 05/05/1975 | Aix-en-Provence | Terre (ext.)    | Nathalie Fuchs  | Christina Sotirova | 6-0, 6-1      | Parcours |
|                                                                          |            |                 |                 |                 |                    |               |          |
| 1975 - 2e tour (groupe mondial) - France - Hongrie - 2 : 1               |            |                 |                 |                 |                    |               |          |
| 3                                                                        | 05/05/1975 | Aix-en-Provence | Terre (ext.)    | Nathalie Fuchs  | Beatrix Klein      | 2-6, 6-3, 6-3 | Parcours |
|                                                                          |            |                 |                 |                 |                    |               |          |
| 1975 - 1/4 de finale (groupe mondial) - France - Grande-Bretagne - 2 : 1 |            |                 |                 |                 |                    |               |          |
| 4                                                                        | 05/05/1975 | Aix-en-Provence | Terre (ext.)    | Nathalie Fuchs  | Sue Barker         | 6-1, 1-6, 6-4 | Parcours |
|                                                                          |            |                 |                 |                 |                    |               |          |
| 1975 - 1/2 finale (groupe mondial) - France - Tchécoslovaquie - 0 : 3    |            |                 |                 |                 |                    |               |          |
| 5                                                                        | 05/05/1975 | Aix-en-Provence | Terre (ext.)    | Renáta Tomanová | Nathalie Fuchs     | 6-3, 3-6, 6-4 | Parcours |
|                                                                          |            |                 |                 |                 |                    |               |          |
| 1976 - 1er tour (groupe mondial) - France - Grande-Bretagne - 0 : 3      |            |                 |                 |                 |                    |               |          |
| 6                                                                        | 22/08/1976 | Philadelphie    | Moquette (int.) | Sue Barker      | Nathalie Fuchs     | 6-3, 6-0      | Parcours |